# Olga Wassiljewna Morosowa
Olga Wassiljewna Morosowa (russisch: Ольга Васильевна Морозова; * 22. Februar 1949 in Moskau) ist eine ehemalige sowjetische Tennisspielerin.

## Karriere
Olga Morosowa gewann 1965 im Alter von 16 Jahren den Einzeltitel der Juniorinnen bei den Wimbledon Championships. Sie war die erste russische Tennisspielerin, die ein Finale eines Major-Turniers (Italian Open 1972) erreicht hat. Auf dem Höhepunkt ihrer Karriere konnte sie 1974 sowohl bei den French Open als auch in Wimbledon ins Endspiel einziehen, sie verlor jedoch beide Endspiele gegen Chris Evert. Sie war auch die erste Spielerin ihres Landes, die einen Grand-Slam-Titel gewinnen konnte. 1974 besiegte sie an der Seite der US-Amerikanerin Chris Evert im Endspiel der French Open die Französin Gail Sherriff und die Deutsche Katja Ebbinghaus mit 6:4, 2:6, 6:1.
Es folgten noch drei Finalteilnahmen im Damendoppel (Australian Open und French Open 1975, US Open 1976) sowie zwei im Mixed (Wimbledon 1968 und 1970).
Für die Fed-Cup-Mannschaft der UdSSR konnte sie in 16 Partien 12 Siege beisteuern.
Die kurze Karriere der Sowjetrussin fand 1977 wegen der Politik der UdSSR gegen Südafrika ihr Ende. Sie trat als Profi zurück und wurde Tennistrainerin; unter anderem betreute sie das britische Nationalteam.

## Grand-Slam-Titel

### Doppel
| Jahr | Turnier     | Partnerin   | Finalgegnerinnen             | Ergebnis      |
| ---- | ----------- | ----------- | ---------------------------- | ------------- |
| 1974 | French Open | Chris Evert | Gail Lovera Katja Ebbinghaus | 6:4, 2:6, 6:1 |

## Grand-Slam-Finalteilnahmen

### Einzel
| Jahr | Turnier     | Finalgegnerin | Ergebnis |
| ---- | ----------- | ------------- | -------- |
| 1974 | French Open | Chris Evert   | 1:6, 2:6 |
| 1974 | Wimbledon   | Chris Evert   | 0:6, 4:6 |

### Doppel
| Jahr | Turnier         | Partnerin      | Finalgegnerinnen                     | Ergebnis |
| ---- | --------------- | -------------- | ------------------------------------ | -------- |
| 1975 | Australian Open | Margaret Court | Evonne Goolagong Cawley Peggy Michel | 6:7, 6:7 |
| 1975 | French Open     | Julie Anthony  | Chris Evert Martina Navrátilová      | 3:6, 2:6 |
| 1976 | US Open         | Virginia Wade  | Delina Boshoff Ilana Kloss           | 1:6, 4:6 |

### Mixed
| Jahr | Turnier       | Partner             | Finalgegner                  | Ergebnis      |
| ---- | ------------- | ------------------- | ---------------------------- | ------------- |
| 1968 | Wimbledon     | Alexander Metreweli | Margaret Court Ken Fletcher  | 1:6, 12:14    |
| 1970 | Wimbledon (2) | Alexander Metreweli | Rosemary Casals Ilie Năstase | 3:6, 6:4, 7:9 |